# Orgel von St. Kiliani (Höxter)
Die Orgel von St. Kiliani ist eine barocke Orgel in der St.-Kiliani-Kirche der ostwestfälischen Stadt Höxter. Die Orgel wurde im Jahr 1710 von Hinrich Klausing aus Herford erbaut und steht heute unter Denkmalschutz. Nach mehreren Umbauten verfügt sie heute über 34 Register auf drei Manualen und Pedal.

## Baugeschichte

### Neubau 1710 durch Hinrich Klausing
Orgelbauer Hinrich Klausing erbaute die Orgel 1710 und verwendete dabei im Brustwerk einige Register aus einer etwa 100 Jahre älteren Vorgängerorgel. Die Abnahme der Klausing-Orgel erfolgte am 10. Juli 1710. Die Disposition ist im Orgelbauvertrag vom 9. August 1709 im Original überliefert:
Erstlich verspricht der orgelmacher im oberwerck auf seine Kösten an guten und tüchtigen Stimmen sambt dene Laden zu verfertigen …
| oberwerck |              |                           |
| 1.        | praestant    | von 8 fuß                 |
| 2.        | Bordun       | von 16 fueß               |
| 3.        | octav        | von 4 fueß                |
| 4.        | Trompet      | von 8 fueß halbirt        |
| 5.        | Sexquialtera | von 3 fueß 3tönig halbirt |
| 6.        | Mixtur       | von 2 fueß fünfftönig     |
| 7.        | waldflöte    | von 2 fuß                 |
| 8.        | holtflöte    | von 8 fuß                 |
| 9.        | violdegambe  | von 8 fuß                 |

| in die Brust |            |                    |
| 1.           | gedackt    | von 8 fuß          |
| 2.           | gedackt    | von 4 fuß          |
| 3.           | flöte dueß | von 2 fuß          |
| 4.           | Cimbell    | von 1 fueß 2 tönig |
| 5.           | Nassath    | von 1 1/2 fuß      |

| Im Pedahl |           |                  |
| 1.        | Untersatz | 16 fuß von Holtz |
| 2.        | Posaune   | 16 fuß           |
| 3.        | Cornet    | 2 fuß            |
| 4.        |           | 1 fuß            |

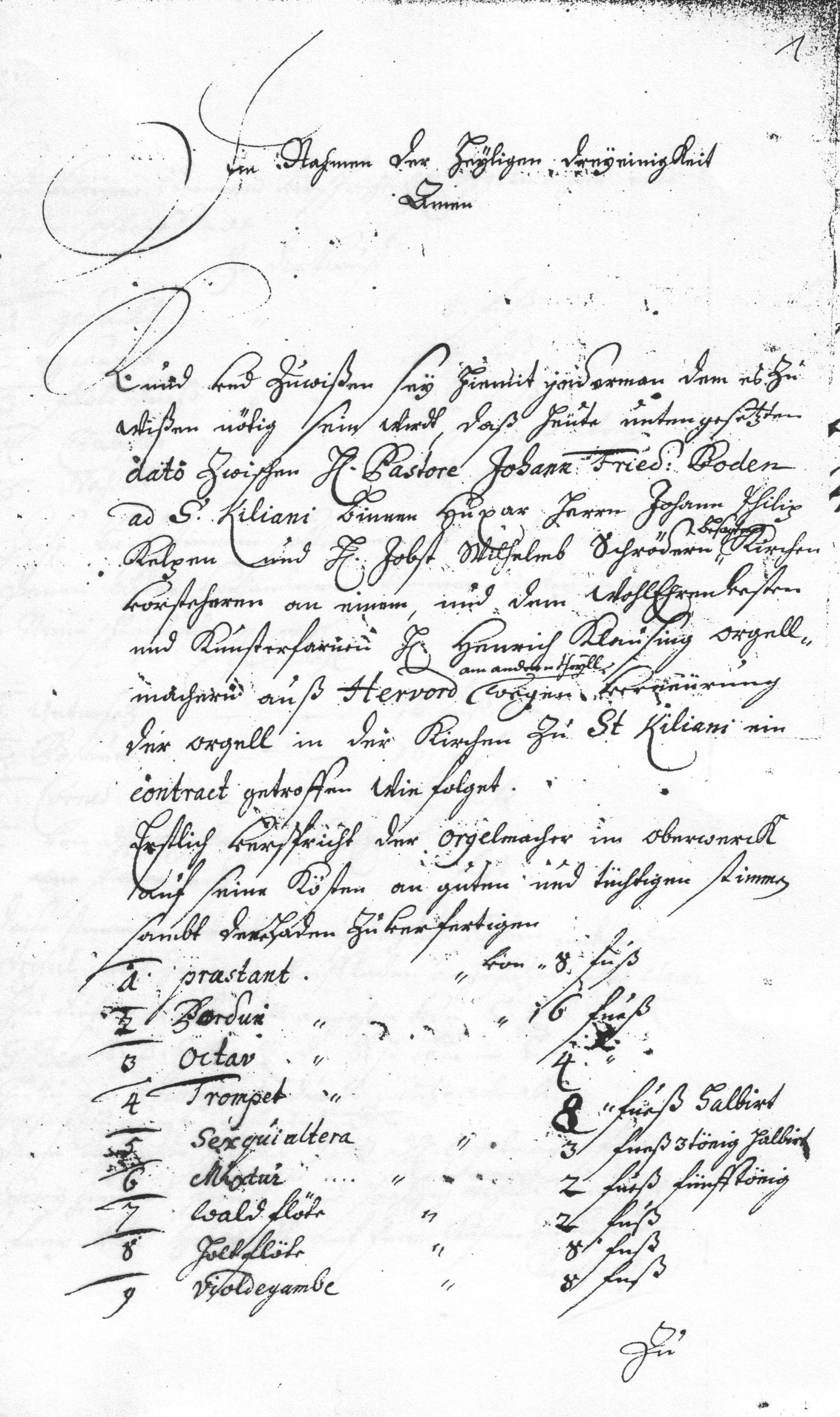
Die erste Seite des Orgelbauvertrags vom 9. August 1709

Das clavir zu diesem werck soll angehen von C,D,Ds,E,F,Fs,G,Gs,A,B,h,c,cs,d biß oben in c3.
Im Pedall vom C biß ins d'.
Hirzu ein tremulant durchs gantze werck
Anmerkungen
1. ↑  Zu vorigen Stimmen verspricht d.H. orgelmacher eine Neüe schleifflade.
2. ↑  Diese Brust stimmen sollen gemacht werden auß denen alten vorhandenen stimmen, darbey eine Neüe schleiflade.
3. ↑  von d.H. orgelmacher verehrt eine stimme auf 1 fuß.
4. ↑  diese Stimmen werden auf beyden seiten neben der orgul mit Zweyen schleiffladen angesetzet.

### Umbau 1882–1883 durch A. Döhre

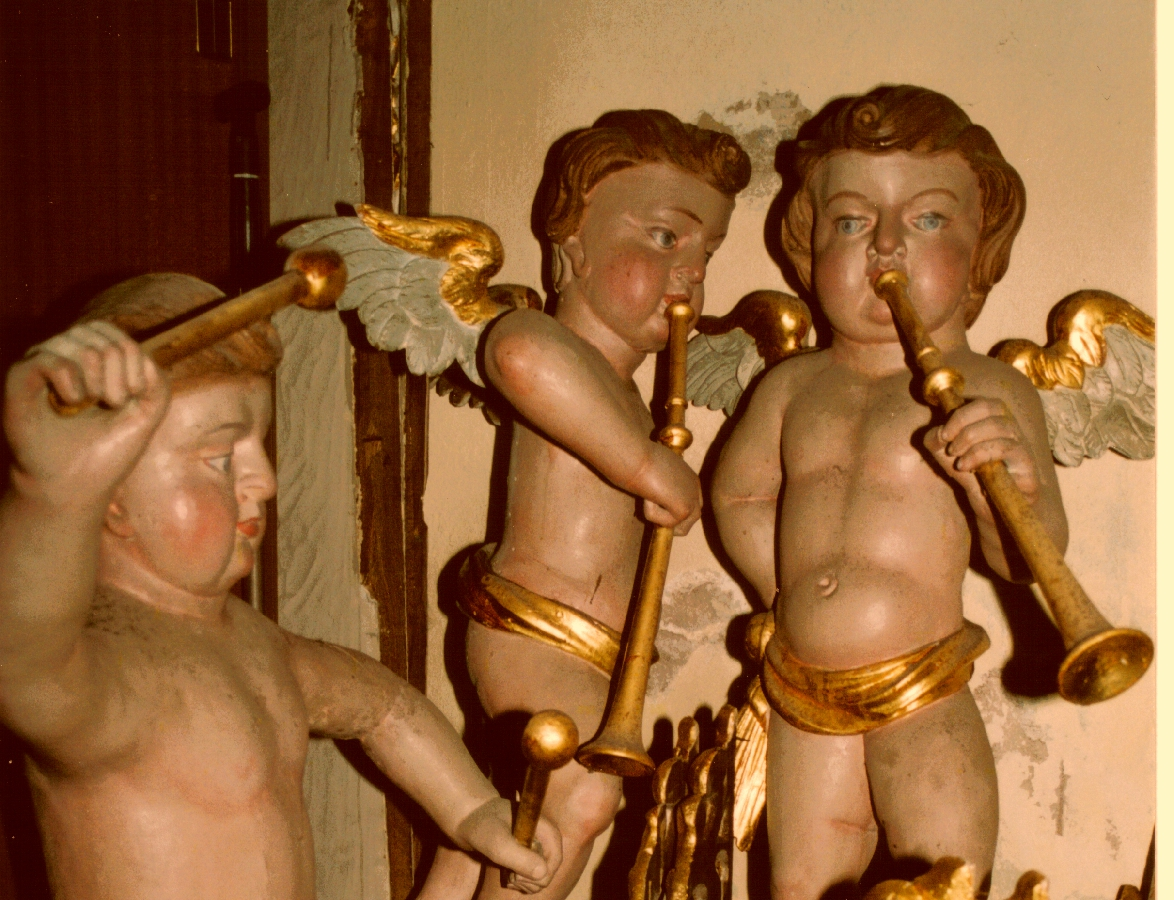
Die drei Engelsfiguren des Orgelprospekts während der Restaurierung

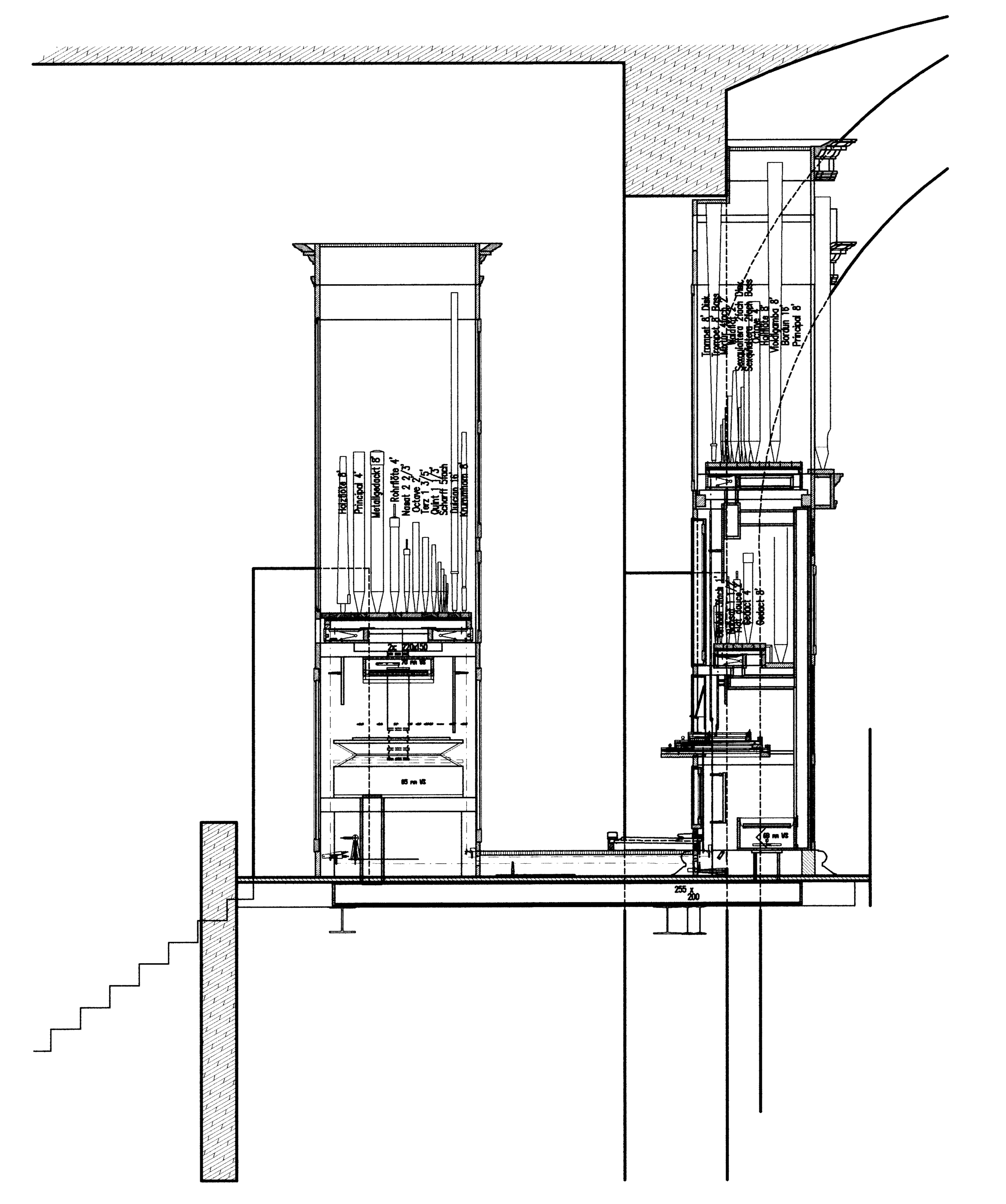
Seitenschnitt: Seit 2004 stehen die historischen Werke wieder an ihrem ursprünglichen Platz vorne an der Brüstung

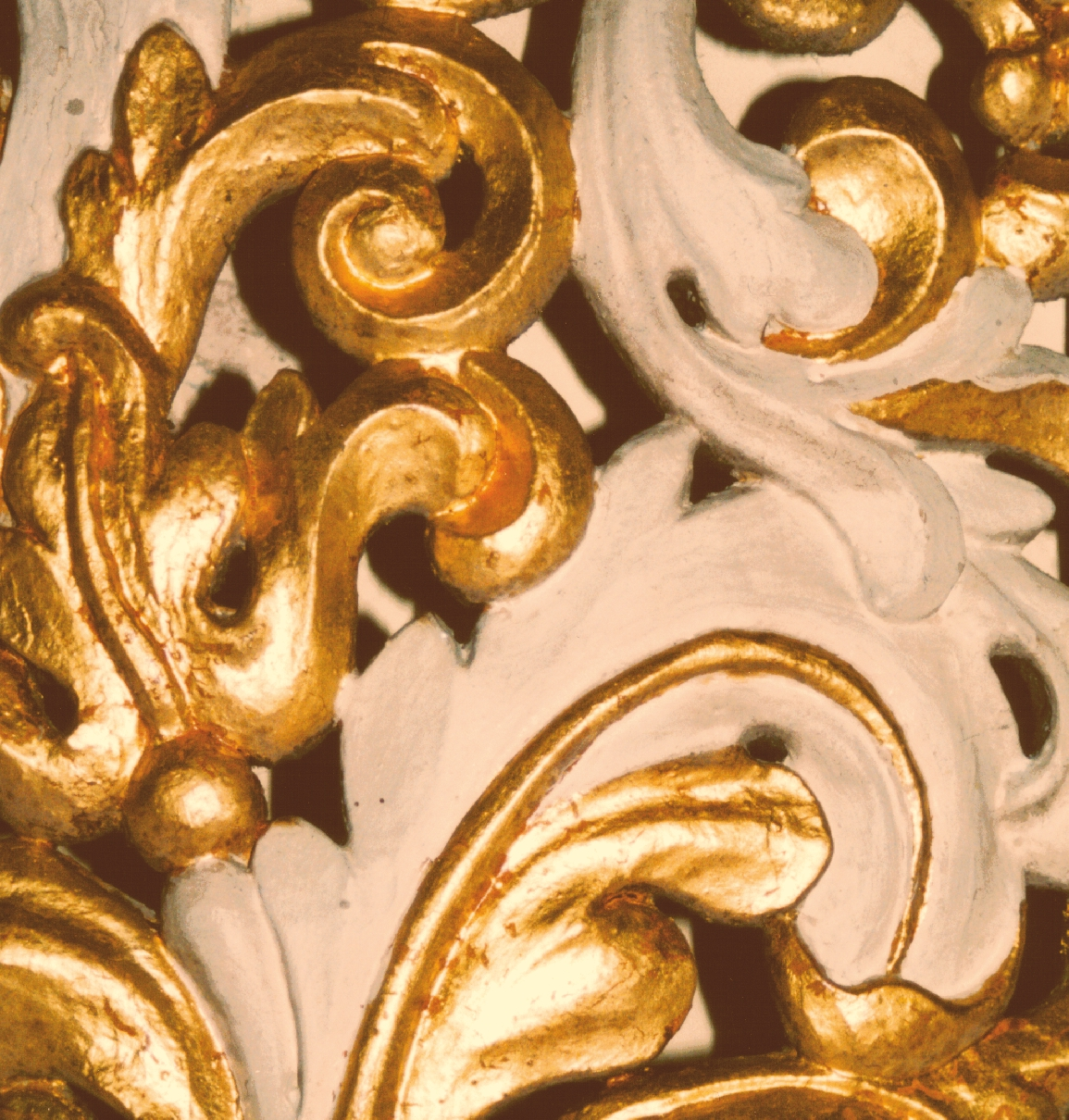
Ornamentausschnitt aus den Schleierbrettern des Orgelprospekts

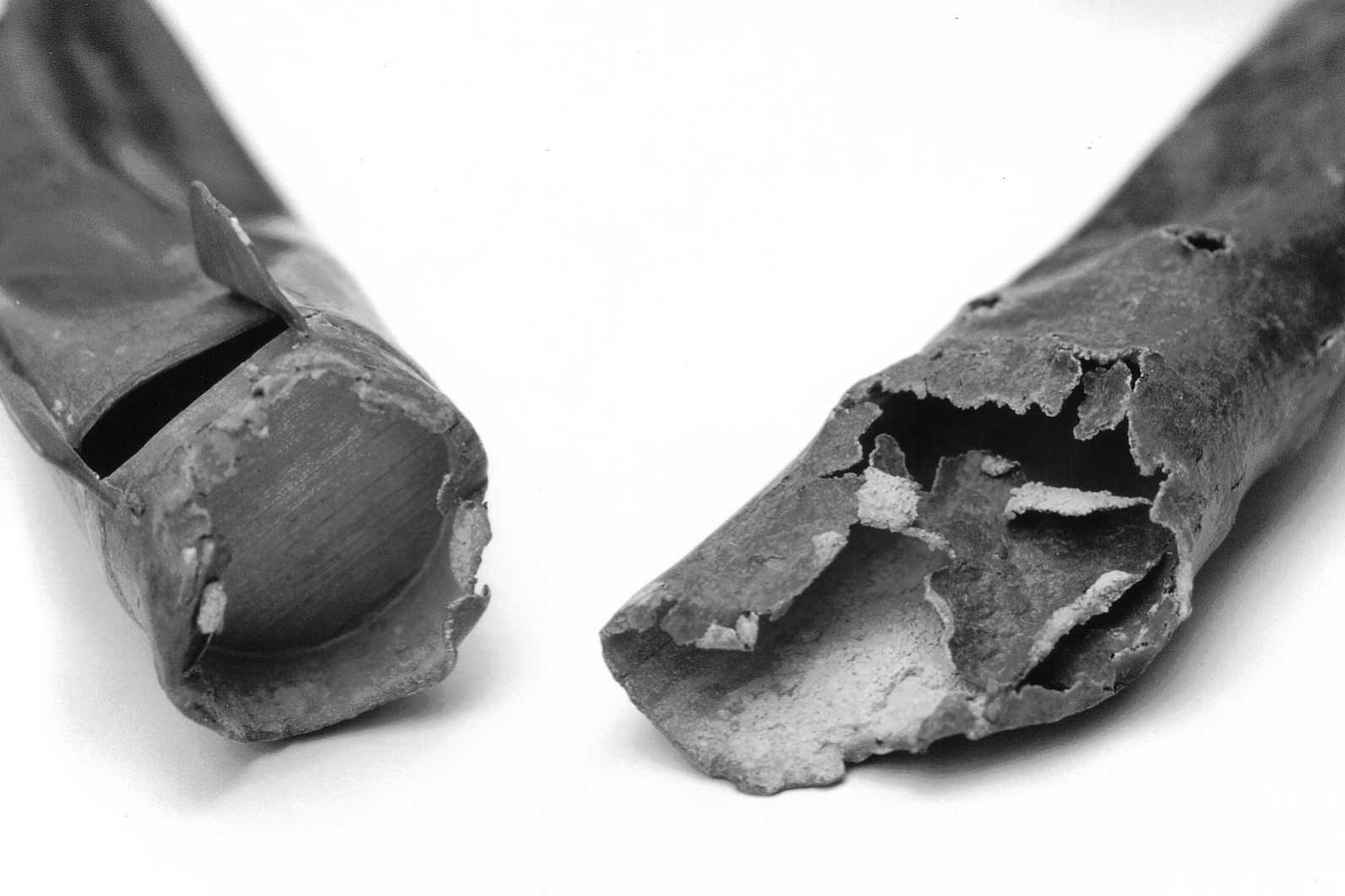
Eine durch Bleikorrosion zerstörte Pfeife aus dem alten Brustwerk

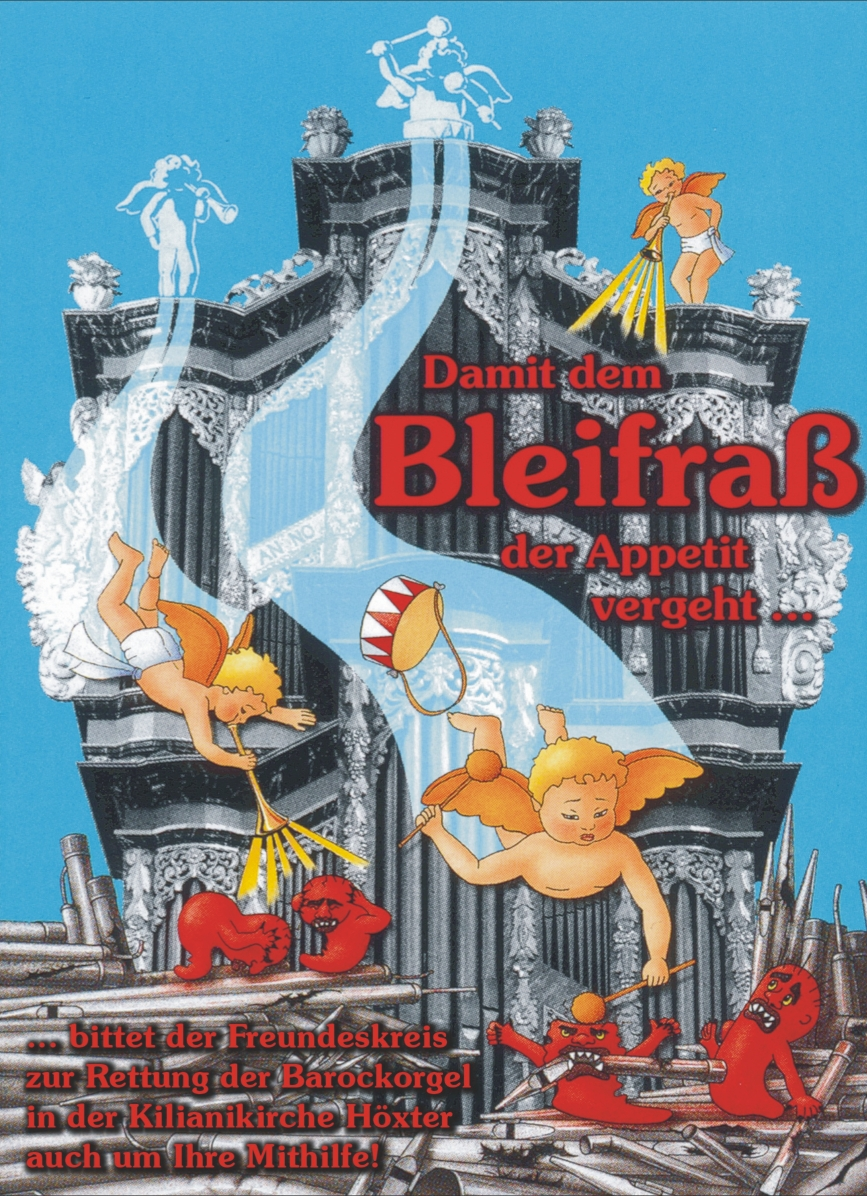
Plakat-Illustration (1999) zur Orgelspendenaktion

Anstelle des steinernen Lettners, der die Orgel bis dahin freistehend getragen hatte, wurde eine hölzerne Empore gebaut, und das Instrument wurde durch A. Döhre (Steinheim) weit an die Kirchenrückwand zurückversetzt. Die Orgel erhielt ein breiteres Untergehäuse im Stil der Zeit und einen freistehenden Spieltisch. Außerdem wurden einige Register ausgetauscht bzw. neu gebaut.

### Reparatur 1931–1932 durch Furtwängler & Hammer
Ohne die Grundkonzeption von 1883 wesentlich zu verändern, wurden im Zuge einer Reparatur durch P. Furtwängler & Hammer (Hannover) die Zungenstimmen ausgetauscht, die Keilbalganlage wurde durch einen Magazinbalg ersetzt, und die Orgel wurde auf Normalstimmung gebracht, mit pneumatischen Laden für die Zusatztöne.

### Reparatur 1946 durch Emil Hammer
Bei dieser kleineren Reparatur wurden durch die Werkstatt Emil Hammer Orgelbau einige Register ausgetauscht, und die Orgel erhielt eine weitere pneumatische Zusatzlade.

### Reparatur und Neubau des Pedalwerks 1957–1962 durch Paul Ott
Paul Ott (Göttingen) stellte die Originaldisposition in Oberwerk und Brustwerk wieder her und baute ein neues Pedalwerk mit nunmehr neun Registern. Die Zungenstimmen wurden wieder ersetzt und das historische Pfeifenmaterial im Stil der Zeit (auf niedrigen Winddruck) umintoniert. Das Instrument bekam eine neue mechanische Traktur mit erweitertem Tastaturumfang und ein neues Unter- und Pedalgehäuse in Stahl-/Sperrholz-Bauweise.

### Erweiterung um ein Rückpositiv 1971 durch Paul Ott
Die Orgel wurde um ein Rückpositiv mit elf Registern erweitert, vor allem wegen der schlechten klanglichen Präsenz der älteren Werke. Diese war eine Folge der Stellung weit hinten auf der Empore sowie der 1963 erfolgten Umintonation und Erniedrigung des Winddrucks. Das stilistisch an das Hauptwerksgehäuse angepasste Rückpositivgehäuse stammte von einem Höxteraner Tischler.

### Reinigung, Instandsetzung und Nachintonation 1985 durch Siegfried Sauer
Die Arbeiten im Jahre 1985 durch Siegfried Sauer (Höxter-Ottbergen) wurden notwendig, um die bei umfangreichen statischen Sanierungsarbeiten des Kirchengebäudes durch Feuchtigkeit und Kalkstaub entstandenen Schäden zu beseitigen.

### Neukonzeption und Restaurierung 1998–2004 durch Johannes Klais
Im Jahre 1998 wurden am historischen Pfeifenmaterial starke Korrosionsschäden entdeckt. Diese waren lange verborgen geblieben, weil der Korrosionsprozess, im Volksmund „Bleifraß“ genannt, die Pfeifen von innen her angreift. Als eine Hauptursache wurde der auch unter klanglichen Gesichtspunkten extrem ungünstige Standort hinter dem Gurtbogen des Gewölbes, weit hinten an der Kirchenrückwand, angesehen, da er eine ausreichende Belüftung und gleichmäßige Temperierung des Instrumentes verhinderte.
Der originale Standort vor dem Gewölbebogen konnte exakt rekonstruiert werden durch die Entdeckung von Ausschnitten an der originalen Gehäusesubstanz, die mit der Form des Gewölbebogens korrespondierten. Der historische Teil der Orgel (Oberwerk und Brustwerk) wurde deshalb durch Johannes Klais (Bonn) wieder an seinen auch unter klanglichen Gesichtspunkten weitaus günstigeren originalen Standort vorgezogen, und die beiden Ottschen Werke (Pedal und Positiv) kamen in ein neues, dahinter stehendes kombiniertes Pedal-Positiv-Gehäuse.
Die im Wesentlichen von Ott stammende, nicht mehr verwendbare technische Anlage wurde unter Verwendung aller noch erhaltenen originalen Teile nach dem Vorbild der Klausing-Orgel in Ochtersum neu gebaut. Alle Zungenstimmen wurden ebenfalls nach dem Vorbild von Ochtersum neu geschaffen. Dabei erhielt die Orgel wieder die originale Stimmtonhöhe und die originalen Tastaturumfänge. Das gesamte Pfeifenmaterial wurde nach historischen Gesichtspunkten unter moderater Erhöhung des Winddruckes neu intoniert.
Das Restaurierungskonzept erstellte Hans-Wolfgang Theobald in Zusammenarbeit mit Kirchenmusikdirektor Jost Schmithals und den Orgelsachverständigen Winfried Schlepphorst (Westfälisches Amt für Denkmalpflege) und Manfred Schwartz (Evangelische Kirche von Westfalen).
Bei der Finanzierung der umfangreichen Restaurierungsarbeiten wurde die Evangelische Kirchengemeinde Höxter als Eigentümerin des Instruments in hohem Maße unterstützt durch den Evangelischen Kirchenkreis Paderborn. Eine ganz wesentliche Rolle spielte aber auch die von großen Teilen der Bevölkerung getragene und überaus erfolgreiche Spendenkampagne „Damit dem Bleifraß der Appetit vergeht …“. Anlässlich dieser Spendenkampagne schuf der Höxteraner Künstler Karl-Heinz Weinstock das Triptychon Die Barockorgel in der Kilianikirche Höxter (2000).
Die Wiedereinweihung der Orgel erfolgte am 13. Juni 2004.

### Auslagerung, Reinigung und Reparatur 2005–2008 durch Johannes Klais
Im September 2005 wurde die Barockorgel sowie die ganze Kirche durch die verheerende Explosion eines Wohnhauses in unmittelbarer Nachbarschaft stark in Mitleidenschaft gezogen. Die historischen Pfeifen mussten wieder ausgelagert werden, und erst nach der im Oktober 2007 abgeschlossenen gründlichen und langwierigen Sanierung der Kirche konnte die Orgel gereinigt und repariert werden. Dabei gab es keine konzeptionellen Änderungen gegenüber 2004. Im April 2008 wurde das Instrument offiziell wieder in Dienst gestellt.
Seit dem Abschluss der Restaurierungsarbeiten im Jahre 2004 ist das alle zwei Jahre stattfindende „Internationale Orgelfestival Westfalen-Lippe“ mit einem Konzert zu Gast in der Kilianikirche Höxter (mit Ausnahme der durch die Auslagerung erzwungenen Pause 2006). Das Instrument erklingt regelmäßig in der „Musik zur Marktzeit“, die jeden Samstag zwischen Oster- und Herbstferien stattfindet, und in der „Nachtmusik bei Kerzenschein“ in der Pfingstnacht und der Silvesternacht.

### Wasserschaden an Positiv und Pedal im Dezember 2011
Durch ein defektes Regenrohr erlitten Positiv und Pedal im Dezember 2011 einen erheblichen Wasserschaden, so dass sie für einige Wochen nicht benutzbar waren. Die im vorderen, separaten Gehäuse stehenden Originalteile von Klausing waren nicht betroffen. Eine Prognose über den Umfang der Schäden und die erforderlichen Reparaturmaßnahmen wird erst gegen Ende 2012 möglich sein, wenn der vermutlich langwierige Trocknungsprozess abgeschlossen ist.

## Disposition seit 2004
Die Denkmalorgel verfügt heute über 34 Register auf drei Manualen und Pedal. Unter Wahrung des gewachsenen Registerbestandes wurde die seit 1971 vorliegende Disposition im Wesentlichen beibehalten. Allerdings erhielt das Pedal zwei neue Zungenstimmen: anstelle einer Pedalmixtur eine Trompet 8′ und anstelle einer Trompete 4' ein Cornet 2′ (wie bei schon bei Klausing). Im Oberwerk wurden Trompet und Sexquialtera wieder in Bass/Diskant geteilt.
| I Positiv C–cis3 |               |        |
| 1.               | Holzflöte     | 8′     |
| 2.               | Metallgedackt | 8′     |
| 3.               | Prinzipal     | 4′     |
| 4.               | Rohrflöte     | 4′     |
| 5.               | Nassath       | 3′     |
| 6.               | Octav         | 2′     |
| 7.               | Terz          | 1 3⁄5′ |
| 8.               | Quint         | 1 ⁄2′  |
| 9.               | Scharff V     | 1′     |
| 10.              | Dulcian       | 16′    |
| 11.              | Krummhorn     | 8′     |

| II Oberwerk CD–c3 |                        |     |
| 12.               | Bordun                 | 16′ |
| 13.               | Praestant              | 8′  |
| 14.               | Violdegambe            | 8′  |
| 15.               | Hollflöte              | 8′  |
| 16.               | Octav                  | 4′  |
| 17.               | Waldflöte              | 2′  |
| 18.               | Sexquialtera III (B/D) | 3′  |
| 19.               | Mixtur V               | 2′  |
| 20.               | Trompet (B/D)          | 8′  |

| III Brustwerk CD–c3 |             |       |
| 21.                 | Gedackt     | 8′    |
| 22.                 | Gedackt     | 4′    |
| 23.                 | Flöte dues  | 2′    |
| 24.                 | Nassath     | 1 ⁄2′ |
| 25.                 | Cimbell III | 1′    |

| Pedal C–d1 |           |     |
| 26.        | Untersatz | 16′ |
| 27.        | Principal | 8′  |
| 28.        | Octav     | 4′  |
| 29.        | Holzflöte | 4′  |
| 30.        | Nachthorn | 2′  |
| 31.        | Gemsflöte | 1′  |
| 32.        | Posaune   | 16′ |
| 33.        | Trompet   | 8′  |
| 34.        | Cornet    | 2′  |

- Tremulanten: I, II+III
- Schiebekoppeln: I/II, III/II
- Wippenkoppeln: I/P, II/P
- Spielhilfen: Transponiereinrichtung im Positiv

Die tatsächliche Nummerierung der Register, die sich an der komplexen Anordnung der Registerzüge orientiert, entspricht nicht der durchgehenden Nummerierung in der obigen Liste. Eine grafische Darstellung steht zum Download zur Verfügung.

## Organisten
- 1845–1879: Christian Samuel Heinrich Oppen
- 1888–1931: Wilhelm Rösener
- 1931–1933: Hildegard Kellner
- 1934–1946: Ernst Gothe
- 1946–1952: Jürgen Becker-Foss
- 1953–1956: Raimar Kannengießer
- 1958–1959: Johannes Kischkel
- 1959–1986: Walter Heckhoff
- 1987–2014: Jost Schmithals
- seit 2014: Florian Schachner

In der Dokumentation Organisten und Originale an der Orgel in St. Kiliani zu Höxter wird neben diesen fest angestellten Organisten als regelmäßiger Organist in den 50er Jahren u. a. Burghard Schloemann genannt.